# Giovanni Angelo Becciu
Giovanni Angelo Becciu (Pattada, 2. lipnja 1948.) talijanski je katolički prelat koji je služio kao prefekt Kongregacije za kauze svetaca od 2018. do svoje ostavke 2020. godine. Papa Franjo ga je proglasio kardinalom 2018. godine. Dana 24. rujna 2020. podnio je ostavku na prava povezana s kardinalstvom.
U diplomatsku službu Svete Stolice stupio je 1. svibnja 1984. godine. Radio je u misijama u Srednjoafričkoj Republici, Sudanu, Novom Zelandu, Liberiji, Ujedinjenom Kraljevstvu, Francuskoj i SAD-u. Becciu govori francuski, engleski, španjolski, sardinski i portugalski jezik.